# Gilbert Agius
Gilbert Agius (La Valletta, 21 febbraio 1974) è un allenatore di calcio ed ex calciatore maltese, di ruolo centrocampista.

## Carriera

### Giocatore

#### Club
Ha trascorso quasi tutta la propria carriera nel Valletta ad eccezione della prima parte della stagione 2001-2002, nella quale è stato in prestito fino a gennaio al Pisa in Serie C1.
Nominato per tre volte calciatore maltese dell'anno, è tutt'ora considerato una bandiera del club della capitale maltese, del quale è stato a lungo capitano e di cui è il recordman di presenze complessive (612) e di reti segnate (241). In suo onore, la maglia numero 7 della società è stata ritirata.

#### Nazionale
Ha esordito con la maglia della nazionale maltese il 7 novembre 1993, in occasione di una partita amichevole contro il Gabon. Con 120 partite disputate è attualmente il terzo giocatore per numero di presenze della Nazionale maltese dopo Michael Mifsud (143) e David Carabott (122).
Nel 2025, in occasione di una votazione tenutasi per i 125 anni della Federazione calcistica di Malta, è stato inserito nella migliore formazione di tutti i tempi della nazionale maltese.

### Allenatore
Terminata la carriera da calciatore dopo una breve esperienza nella squadra gozitana degli Xewkija Tigers, Agius è rimasto nello staff tecnico del Valletta, ricoprendo in diverse occasioni il ruolo di vice allenatore. Nel 2019, dopo aver sostituito Danilo Dončić come allenatore ad interim della prima squadra, ha guidato il team alla vittoria del campionato grazie al successo nello spareggio contro l'Hibernians. Lasciata la panchina a Darren Abdilla, è poi tornato ad allenare la prima squadra sostituito nel dicembre 2020, prima di lasciare il posto, dopo meno di un mese, ad António José Cardoso Mendes, di cui è divenuto assistente.
Nel gennaio 2021 Agius è stato nominato selezionatore della Nazionale maltese Under-21, prendendo il posto di Silvio Vella.
L'8 novembre 2022, a seguito delle dimissioni presentate da Devis Mangia, Agius è stato nominato commissario tecnico della nazionale maggiore maltese, con un incarico ad interim.

## Statistiche

### Cronologia presenze e reti in nazionale
| Cronologia completa delle presenze e delle reti in nazionale ― Malta | Cronologia completa delle presenze e delle reti in nazionale ― Malta | Cronologia completa delle presenze e delle reti in nazionale ― Malta | Cronologia completa delle presenze e delle reti in nazionale ― Malta | Cronologia completa delle presenze e delle reti in nazionale ― Malta | Cronologia completa delle presenze e delle reti in nazionale ― Malta | Cronologia completa delle presenze e delle reti in nazionale ― Malta | Cronologia completa delle presenze e delle reti in nazionale ― Malta |
| Data                                                                 | Città                                                                | In casa                                                              | Risultato                                                            | Ospiti                                                               | Competizione                                                         | Reti                                                                 | Note                                                                 |
| -------------------------------------------------------------------- | -------------------------------------------------------------------- | -------------------------------------------------------------------- | -------------------------------------------------------------------- | -------------------------------------------------------------------- | -------------------------------------------------------------------- | -------------------------------------------------------------------- | -------------------------------------------------------------------- |
| 7-11-1993                                                            | Tunisi                                                               | Gabon                                                                | 1 – 2                                                                | Malta                                                                | Amichevole                                                           | -                                                                    |                                                                      |
| 12-2-1994                                                            | Attard                                                               | Malta                                                                | 0 – 1                                                                | Slovenia                                                             | Amichevole                                                           | -                                                                    |                                                                      |
| 30-3-1994                                                            | Attard                                                               | Malta                                                                | 1 – 2                                                                | Slovacchia                                                           | Amichevole                                                           | -                                                                    |                                                                      |
| 29-3-1995                                                            | Rotterdam                                                            | Paesi Bassi                                                          | 4 – 0                                                                | Malta                                                                | Qual. Euro 1996                                                      | -                                                                    |                                                                      |
| 26-4-1995                                                            | Minsk                                                                | Bielorussia                                                          | 1 – 1                                                                | Malta                                                                | Qual. Euro 1996                                                      | -                                                                    |                                                                      |
| 7-6-1995                                                             | Oslo                                                                 | Norvegia                                                             | 2 – 0                                                                | Malta                                                                | Qual. Euro 1996                                                      | -                                                                    |                                                                      |
| 16-8-1995                                                            | Attard                                                               | Malta                                                                | 2 – 1                                                                | Albania                                                              | Amichevole                                                           | -                                                                    |                                                                      |
| 6-9-1995                                                             | Lussemburgo                                                          | Lussemburgo                                                          | 1 – 0                                                                | Malta                                                                | Qual. Euro 1996                                                      | -                                                                    |                                                                      |
| 11-10-1995                                                           | Attard                                                               | Malta                                                                | 0 – 4                                                                | Paesi Bassi                                                          | Qual. Euro 1996                                                      | -                                                                    |                                                                      |
| 12-11-1995                                                           | Attard                                                               | Malta                                                                | 0 – 2                                                                | Bielorussia                                                          | Qual. Euro 1996                                                      | -                                                                    |                                                                      |
| 7-2-1996                                                             | Attard                                                               | Malta                                                                | 0 – 2                                                                | Russia                                                               | Amichevole                                                           | -                                                                    |                                                                      |
| 9-2-1996                                                             | Attard                                                               | Malta                                                                | 0 – 0                                                                | Slovenia                                                             | Amichevole                                                           | -                                                                    |                                                                      |
| 11-2-1996                                                            | Attard                                                               | Malta                                                                | 1 – 4                                                                | Islanda                                                              | Amichevole                                                           | -                                                                    |                                                                      |
| 27-3-1996                                                            | Prilep                                                               | Macedonia del Nord                                                   | 1 – 0                                                                | Malta                                                                | Amichevole                                                           | -                                                                    |                                                                      |
| 2-6-1996                                                             | Belgrado                                                             | Jugoslavia                                                           | 6 – 0                                                                | Malta                                                                | Qual. Mondiali 1998                                                  | -                                                                    |                                                                      |
| 14-8-1996                                                            | Reykjavík                                                            | Islanda                                                              | 2 – 1                                                                | Malta                                                                | Amichevole                                                           | 1                                                                    |                                                                      |
| 18-9-1996                                                            | Teplice                                                              | Rep. Ceca                                                            | 6 – 0                                                                | Malta                                                                | Qual. Mondiali 1998                                                  | -                                                                    |                                                                      |
| 22-9-1996                                                            | Bratislava                                                           | Slovacchia                                                           | 6 – 0                                                                | Malta                                                                | Qual. Mondiali 1998                                                  | -                                                                    |                                                                      |
| 12-11-1996                                                           | Abu Dhabi                                                            | Emirati Arabi Uniti                                                  | 1 – 1                                                                | Malta                                                                | Amichevole                                                           | -                                                                    |                                                                      |
| 15-11-1996                                                           | Abu Dhabi                                                            | Emirati Arabi Uniti                                                  | 0 – 0                                                                | Malta                                                                | Amichevole                                                           | -                                                                    |                                                                      |
| 18-12-1996                                                           | Attard                                                               | Malta                                                                | 0 – 3                                                                | Spagna                                                               | Qual. Mondiali 1998                                                  | -                                                                    |                                                                      |
| 12-2-1997                                                            | Alicante                                                             | Spagna                                                               | 4 – 0                                                                | Malta                                                                | Qual. Mondiali 1998                                                  | -                                                                    |                                                                      |
| 19-3-1997                                                            | Attard                                                               | Malta                                                                | 1 – 4                                                                | Ungheria                                                             | Amichevole                                                           | -                                                                    |                                                                      |
| 31-3-1997                                                            | Attard                                                               | Malta                                                                | 0 – 2                                                                | Slovacchia                                                           | Qual. Mondiali 1998                                                  | -                                                                    |                                                                      |
| 30-4-1997                                                            | Attard                                                               | Malta                                                                | 1 – 2                                                                | Fær Øer                                                              | Qual. Mondiali 1998                                                  | -                                                                    |                                                                      |
| 1-6-1997                                                             | Attard                                                               | Malta                                                                | 2 – 3                                                                | Scozia                                                               | Amichevole                                                           | -                                                                    |                                                                      |
| 8-6-1997                                                             | Toftir                                                               | Fær Øer                                                              | 2 – 1                                                                | Malta                                                                | Qual. Mondiali 1998                                                  | 1                                                                    |                                                                      |
| 6-8-1997                                                             | Siófok                                                               | Ungheria                                                             | 3 – 0                                                                | Malta                                                                | Amichevole                                                           | -                                                                    |                                                                      |
| 24-9-1997                                                            | Attard                                                               | Malta                                                                | 0 – 1                                                                | Rep. Ceca                                                            | Qual. Mondiali 1998                                                  | -                                                                    |                                                                      |
| 11-10-1997                                                           | Attard                                                               | Malta                                                                | 0 – 5                                                                | Jugoslavia                                                           | Qual. Mondiali 1998                                                  | -                                                                    |                                                                      |
| 6-2-1998                                                             | Attard                                                               | Malta                                                                | 1 – 1                                                                | Albania                                                              | Amichevole                                                           | -                                                                    |                                                                      |
| 8-2-1998                                                             | Attard                                                               | Malta                                                                | 2 – 1                                                                | Lettonia                                                             | Amichevole                                                           | -                                                                    |                                                                      |
| 10-2-1998                                                            | Attard                                                               | Malta                                                                | 1 – 3                                                                | Georgia                                                              | Amichevole                                                           | -                                                                    |                                                                      |
| 25-3-1998                                                            | Attard                                                               | Malta                                                                | 0 – 2                                                                | Finlandia                                                            | Amichevole                                                           | -                                                                    |                                                                      |
| 2-9-1998                                                             | Attard                                                               | Malta                                                                | 1 – 2                                                                | Germania                                                             | Amichevole                                                           | -                                                                    |                                                                      |
| 6-9-1998                                                             | Skopje                                                               | Macedonia del Nord                                                   | 4 – 0                                                                | Malta                                                                | Qual. Euro 2000                                                      | -                                                                    |                                                                      |
| 10-10-1998                                                           | Attard                                                               | Malta                                                                | 1 – 4                                                                | Croazia                                                              | Qual. Euro 2000                                                      | -                                                                    |                                                                      |
| 14-10-1998                                                           | Dublino                                                              | Irlanda                                                              | 5 – 0                                                                | Malta                                                                | Qual. Euro 2000                                                      | -                                                                    |                                                                      |
| 18-11-1998                                                           | Attard                                                               | Malta                                                                | 1 – 2                                                                | Macedonia del Nord                                                   | Qual. Euro 2000                                                      | -                                                                    |                                                                      |
| 27-1-1999                                                            | Attard                                                               | Malta                                                                | 2 – 1                                                                | Bosnia ed Erzegovina                                                 | Amichevole                                                           | -                                                                    |                                                                      |
| 3-2-1999                                                             | Attard                                                               | Malta                                                                | 0 – 1                                                                | Polonia                                                              | Amichevole                                                           | -                                                                    |                                                                      |
| 10-2-1999                                                            | Attard                                                               | Malta                                                                | 0 – 3                                                                | Jugoslavia                                                           | Qual. Euro 2000                                                      | -                                                                    |                                                                      |
| 10-3-1999                                                            | Attard                                                               | Malta                                                                | 0 – 2                                                                | Moldavia                                                             | Amichevole                                                           | -                                                                    |                                                                      |
| 21-8-1999                                                            | Zagabria                                                             | Croazia                                                              | 2 – 1                                                                | Malta                                                                | Qual. Euro 2000                                                      | -                                                                    |                                                                      |
| 8-9-1999                                                             | Attard                                                               | Malta                                                                | 2 – 3                                                                | Irlanda                                                              | Qual. Euro 2000                                                      | -                                                                    |                                                                      |
| 24-11-1999                                                           | Beirut                                                               | Libano                                                               | 0 – 0                                                                | Malta                                                                | Amichevole                                                           | -                                                                    |                                                                      |
| 20-1-2000                                                            | Attard                                                               | Malta                                                                | 2 – 0                                                                | Qatar                                                                | Amichevole                                                           | -                                                                    |                                                                      |
| 6-2-2000                                                             | Attard                                                               | Malta                                                                | 3 – 0                                                                | Azerbaigian                                                          | Amichevole                                                           | 2                                                                    |                                                                      |
| 8-2-2000                                                             | Attard                                                               | Malta                                                                | 1 – 1                                                                | Andorra                                                              | Amichevole                                                           | -                                                                    |                                                                      |
| 10-2-2000                                                            | Attard                                                               | Malta                                                                | 0 – 1                                                                | Albania                                                              | Amichevole                                                           | -                                                                    |                                                                      |
| 28-3-2000                                                            | Attard                                                               | Malta                                                                | 0 – 3                                                                | Irlanda del Nord                                                     | Amichevole                                                           | -                                                                    |                                                                      |
| 3-6-2000                                                             | Attard                                                               | Malta                                                                | 1 – 2                                                                | Inghilterra                                                          | Amichevole                                                           | -                                                                    |                                                                      |
| 27-7-2000                                                            | Reykjavík                                                            | Islanda                                                              | 5 – 0                                                                | Malta                                                                | Amichevole                                                           | -                                                                    |                                                                      |
| 16-8-2000                                                            | Chișinău                                                             | Moldavia                                                             | 1 – 0                                                                | Malta                                                                | Amichevole                                                           | -                                                                    |                                                                      |
| 7-10-2000                                                            | Sofia                                                                | Bulgaria                                                             | 3 – 0                                                                | Malta                                                                | Qual. Mondiali 2002                                                  | -                                                                    |                                                                      |
| 11-10-2000                                                           | Attard                                                               | Malta                                                                | 0 – 0                                                                | Rep. Ceca                                                            | Qual. Mondiali 2002                                                  | -                                                                    |                                                                      |
| 15-11-2000                                                           | Tirana                                                               | Albania                                                              | 3 – 0                                                                | Malta                                                                | Amichevole                                                           | -                                                                    |                                                                      |
| 28-2-2001                                                            | Attard                                                               | Malta                                                                | 0 – 3                                                                | Svezia                                                               | Amichevole                                                           | -                                                                    |                                                                      |
| 2-6-2001                                                             | Reykjavík                                                            | Islanda                                                              | 3 – 0                                                                | Malta                                                                | Qual. Mondiali 2002                                                  | -                                                                    |                                                                      |
| 6-6-2001                                                             | Copenaghen                                                           | Danimarca                                                            | 2 – 1                                                                | Malta                                                                | Qual. Mondiali 2002                                                  | -                                                                    |                                                                      |
| 15-8-2001                                                            | Sarajevo                                                             | Bosnia ed Erzegovina                                                 | 2 – 0                                                                | Malta                                                                | Amichevole                                                           | -                                                                    |                                                                      |
| 1-9-2001                                                             | Attard                                                               | Malta                                                                | 0 – 2                                                                | Bulgaria                                                             | Qual. Mondiali 2002                                                  | -                                                                    |                                                                      |
| 5-9-2001                                                             | Teplice                                                              | Rep. Ceca                                                            | 3 – 2                                                                | Malta                                                                | Qual. Mondiali 2002                                                  | 1                                                                    |                                                                      |
| 6-10-2001                                                            | Attard                                                               | Malta                                                                | 0 – 1                                                                | Irlanda del Nord                                                     | Qual. Mondiali 2002                                                  | -                                                                    |                                                                      |
| 14-11-2001                                                           | Paola                                                                | Malta                                                                | 2 – 1                                                                | Canada                                                               | Amichevole                                                           | -                                                                    |                                                                      |
| 9-2-2002                                                             | Attard                                                               | Malta                                                                | 2 – 1                                                                | Giordania                                                            | Amichevole                                                           | -                                                                    |                                                                      |
| 11-2-2002                                                            | Attard                                                               | Malta                                                                | 1 – 1                                                                | Lituania                                                             | Amichevole                                                           | 1                                                                    | Cap.                                                                 |
| 13-2-2002                                                            | Attard                                                               | Malta                                                                | 3 – 0                                                                | Moldavia                                                             | Amichevole                                                           | -                                                                    |                                                                      |
| 17-4-2002                                                            | Attard                                                               | Malta                                                                | 1 – 0                                                                | Azerbaigian                                                          | Amichevole                                                           | -                                                                    |                                                                      |
| 21-8-2002                                                            | Skopje                                                               | Macedonia del Nord                                                   | 5 – 0                                                                | Malta                                                                | Amichevole                                                           | -                                                                    |                                                                      |
| 7-9-2002                                                             | Lubiana                                                              | Slovenia                                                             | 3 – 0                                                                | Malta                                                                | Qual. Euro 2004                                                      | -                                                                    |                                                                      |
| 12-10-2002                                                           | Attard                                                               | Malta                                                                | 0 – 2                                                                | Israele                                                              | Qual. Euro 2004                                                      | -                                                                    |                                                                      |
| 16-10-2002                                                           | Attard                                                               | Malta                                                                | 0 – 4                                                                | Francia                                                              | Qual. Euro 2004                                                      | -                                                                    |                                                                      |
| 20-11-2002                                                           | Strovolos                                                            | Cipro                                                                | 2 – 1                                                                | Malta                                                                | Qual. Euro 2004                                                      | -                                                                    |                                                                      |
| 7-6-2003                                                             | Attard                                                               | Malta                                                                | 1 – 2                                                                | Cipro                                                                | Qual. Euro 2004                                                      | -                                                                    |                                                                      |
| 19-8-2003                                                            | Esch-sur-Alzette                                                     | Lussemburgo                                                          | 1 – 1                                                                | Malta                                                                | Amichevole                                                           | -                                                                    |                                                                      |
| 11-12-2003                                                           | Attard                                                               | Malta                                                                | 0 – 4                                                                | Polonia                                                              | Amichevole                                                           | -                                                                    |                                                                      |
| 4-9-2004                                                             | Attard                                                               | Malta                                                                | 0 – 7                                                                | Svezia                                                               | Qual. Mondiali 2006                                                  | -                                                                    |                                                                      |
| 9-10-2004                                                            | Attard                                                               | Malta                                                                | 0 – 0                                                                | Islanda                                                              | Qual. Mondiali 2006                                                  | -                                                                    | Cap.                                                                 |
| 13-10-2004                                                           | Sofia                                                                | Bulgaria                                                             | 4 – 1                                                                | Malta                                                                | Qual. Mondiali 2006                                                  | -                                                                    | Cap.                                                                 |
| 17-11-2004                                                           | Attard                                                               | Malta                                                                | 0 – 2                                                                | Ungheria                                                             | Qual. Mondiali 2006                                                  | -                                                                    | Cap.                                                                 |
| 9-2-2005                                                             | Attard                                                               | Malta                                                                | 0 – 3                                                                | Norvegia                                                             | Amichevole                                                           | -                                                                    |                                                                      |
| 30-3-2005                                                            | Zagabria                                                             | Croazia                                                              | 3 – 0                                                                | Malta                                                                | Qual. Mondiali 2006                                                  | -                                                                    | Cap.                                                                 |
| 4-6-2005                                                             | Göteborg                                                             | Svezia                                                               | 6 – 0                                                                | Malta                                                                | Qual. Mondiali 2006                                                  | -                                                                    | Cap.                                                                 |
| 8-6-2005                                                             | Reykjavík                                                            | Islanda                                                              | 4 – 1                                                                | Malta                                                                | Qual. Mondiali 2006                                                  | -                                                                    | Cap.                                                                 |
| 17-8-2005                                                            | Attard                                                               | Malta                                                                | 1 – 1                                                                | Irlanda del Nord                                                     | Amichevole                                                           | -                                                                    | Cap.                                                                 |
| 7-9-2005                                                             | Attard                                                               | Malta                                                                | 1 – 1                                                                | Croazia                                                              | Qual. Mondiali 2006                                                  | -                                                                    | Cap.                                                                 |
| 25-2-2006                                                            | Attard                                                               | Malta                                                                | 0 – 2                                                                | Moldavia                                                             | Amichevole                                                           | -                                                                    |                                                                      |
| 1-3-2006                                                             | Attard                                                               | Malta                                                                | 0 – 2                                                                | Georgia                                                              | Amichevole                                                           | -                                                                    | Cap.                                                                 |
| 4-6-2006                                                             | Düsseldorf                                                           | Giappone                                                             | 1 – 0                                                                | Malta                                                                | Amichevole                                                           | -                                                                    |                                                                      |
| 15-8-2006                                                            | Bratislava                                                           | Slovacchia                                                           | 3 – 0                                                                | Malta                                                                | Amichevole                                                           | -                                                                    | Cap.                                                                 |
| 2-9-2006                                                             | Attard                                                               | Malta                                                                | 2 – 5                                                                | Bosnia ed Erzegovina                                                 | Qual. Euro 2008                                                      | -                                                                    | Cap.                                                                 |
| 6-9-2006                                                             | Francoforte sul Meno                                                 | Turchia                                                              | 2 – 0                                                                | Malta                                                                | Qual. Euro 2008                                                      | -                                                                    | Cap.                                                                 |
| 11-10-2006                                                           | Attard                                                               | Malta                                                                | 2 – 1                                                                | Ungheria                                                             | Qual. Euro 2008                                                      | -                                                                    | Cap.                                                                 |
| 15-11-2006                                                           | Paola                                                                | Malta                                                                | 1 – 4                                                                | Lituania                                                             | Amichevole                                                           | 1                                                                    |                                                                      |
| 7-2-2007                                                             | Attard                                                               | Malta                                                                | 1 – 1                                                                | Austria                                                              | Amichevole                                                           | 1                                                                    | Cap.                                                                 |
| 24-3-2007                                                            | Chișinău                                                             | Moldavia                                                             | 1 – 1                                                                | Malta                                                                | Qual. Euro 2008                                                      | -                                                                    | Cap.                                                                 |
| 28-3-2007                                                            | Attard                                                               | Malta                                                                | 0 – 1                                                                | Grecia                                                               | Qual. Euro 2008                                                      | -                                                                    |                                                                      |
| 2-6-2007                                                             | Oslo                                                                 | Norvegia                                                             | 4 – 0                                                                | Malta                                                                | Qual. Euro 2008                                                      | -                                                                    | Cap.                                                                 |
| 6-6-2007                                                             | Sarajevo                                                             | Bosnia ed Erzegovina                                                 | 1 – 0                                                                | Malta                                                                | Qual. Euro 2008                                                      | -                                                                    | Cap.                                                                 |
| 22-8-2007                                                            | Tirana                                                               | Albania                                                              | 3 – 0                                                                | Malta                                                                | Amichevole                                                           | -                                                                    |                                                                      |
| 8-9-2007                                                             | Attard                                                               | Malta                                                                | 2 – 2                                                                | Turchia                                                              | Qual. Euro 2008                                                      | -                                                                    | Cap.                                                                 |
| 12-9-2007                                                            | Attard                                                               | Malta                                                                | 0 – 1                                                                | Armenia                                                              | Amichevole                                                           | -                                                                    | Cap.                                                                 |
| 2-2-2008                                                             | Attard                                                               | Malta                                                                | 0 – 1                                                                | Armenia                                                              | Amichevole                                                           | -                                                                    | Cap.                                                                 |
| 6-2-2008                                                             | Attard                                                               | Malta                                                                | 0 – 1                                                                | Bielorussia                                                          | Amichevole                                                           | -                                                                    | Cap.                                                                 |
| 26-3-2008                                                            | Attard                                                               | Malta                                                                | 7 – 1                                                                | Liechtenstein                                                        | Amichevole                                                           | -                                                                    | Cap.                                                                 |
| 30-5-2008                                                            | Graz                                                                 | Austria                                                              | 5 – 1                                                                | Malta                                                                | Amichevole                                                           | -                                                                    | Cap.                                                                 |
| 20-8-2008                                                            | Tallinn                                                              | Estonia                                                              | 2 – 1                                                                | Malta                                                                | Amichevole                                                           | -                                                                    | Cap.                                                                 |
| 6-9-2008                                                             | Attard                                                               | Malta                                                                | 0 – 4                                                                | Portogallo                                                           | Qual. Mondiali 2010                                                  | -                                                                    | Cap.                                                                 |
| 10-9-2008                                                            | Tirana                                                               | Albania                                                              | 3 – 0                                                                | Malta                                                                | Qual. Mondiali 2010                                                  | -                                                                    | Cap.                                                                 |
| 11-10-2008                                                           | Copenaghen                                                           | Danimarca                                                            | 3 – 0                                                                | Malta                                                                | Qual. Mondiali 2010                                                  | -                                                                    | Cap.                                                                 |
| 15-10-2008                                                           | Attard                                                               | Malta                                                                | 0 – 1                                                                | Ungheria                                                             | Qual. Mondiali 2010                                                  | -                                                                    |                                                                      |
| 11-2-2009                                                            | Attard                                                               | Malta                                                                | 0 – 0                                                                | Albania                                                              | Qual. Mondiali 2010                                                  | -                                                                    | Cap.                                                                 |
| 28-3-2009                                                            | Attard                                                               | Malta                                                                | 0 – 3                                                                | Danimarca                                                            | Qual. Mondiali 2010                                                  | -                                                                    |                                                                      |
| 1-4-2009                                                             | Budapest                                                             | Ungheria                                                             | 3 – 0                                                                | Malta                                                                | Qual. Mondiali 2010                                                  | -                                                                    | Cap.                                                                 |
| 5-6-2009                                                             | Jablonec nad Nisou                                                   | Rep. Ceca                                                            | 1 – 0                                                                | Malta                                                                | Amichevole                                                           | -                                                                    |                                                                      |
| 12-8-2009                                                            | Attard                                                               | Malta                                                                | 2 – 0                                                                | Georgia                                                              | Amichevole                                                           | -                                                                    | Cap.                                                                 |
| 9-9-2009                                                             | Attard                                                               | Malta                                                                | 0 – 1                                                                | Svezia                                                               | Qual. Mondiali 2010                                                  | -                                                                    | Cap.                                                                 |
| 10-10-2009                                                           | Vila Real de Santo António                                           | Angola                                                               | 2 – 1                                                                | Malta                                                                | Amichevole                                                           | -                                                                    |                                                                      |
| 18-11-2009                                                           | Paola                                                                | Malta                                                                | 1 – 4                                                                | Bulgaria                                                             | Amichevole                                                           | -                                                                    |                                                                      |
| Totale                                                               |                                                                      | Presenze (3º posto)                                                  | 120                                                                  |                                                                      | Reti (4º posto)                                                      | 8                                                                    |                                                                      |

## Statistiche da allenatore

### Panchine da commissario tecnico della nazionale maltese
| Cronologia completa delle presenze e delle reti in nazionale ― Malta | Cronologia completa delle presenze e delle reti in nazionale ― Malta | Cronologia completa delle presenze e delle reti in nazionale ― Malta | Cronologia completa delle presenze e delle reti in nazionale ― Malta | Cronologia completa delle presenze e delle reti in nazionale ― Malta | Cronologia completa delle presenze e delle reti in nazionale ― Malta | Cronologia completa delle presenze e delle reti in nazionale ― Malta | Cronologia completa delle presenze e delle reti in nazionale ― Malta |
| Data                                                                 | Città                                                                | In casa                                                              | Risultato                                                            | Ospiti                                                               | Competizione                                                         | Reti                                                                 | Note                                                                 |
| -------------------------------------------------------------------- | -------------------------------------------------------------------- | -------------------------------------------------------------------- | -------------------------------------------------------------------- | -------------------------------------------------------------------- | -------------------------------------------------------------------- | -------------------------------------------------------------------- | -------------------------------------------------------------------- |
| 17-11-2022                                                           | Attard                                                               | Malta                                                                | 2 – 2                                                                | Grecia                                                               | Amichevole                                                           | 2                                                                    |                                                                      |
| 20-11-2022                                                           | Attard                                                               | Malta                                                                | 0 – 1                                                                | Irlanda                                                              | Amichevole                                                           | -                                                                    |                                                                      |
| Totale                                                               |                                                                      | Presenze                                                             | 2                                                                    |                                                                      | Reti                                                                 | 2                                                                    |                                                                      |

## Palmarès

### Giocatore

#### Club
- Campionato maltese: 6

Valletta: 1991-1992, 1996-1997, 1997-1998, 1998-1999, 2000-2001, 2007-2008
- Coppa di Malta: 6

Valletta: 1990-1991, 1994-1995, 1995-1996, 1996-1997, 2000-2001, 2009-2010
- Supercoppa di Malta: 6

Valletta: 1990, 1995, 1997, 1998, 1999, 2008
- Campionato di calcio di Gozo: 1

Xewkija Tigers: 2013-2014

#### Individuale
- Calciatore maltese dell'anno: 3

1996-1997, 2000-2001, 2006-2007
- Capocannoniere della Premier League maltese: 1

1998-1999 (20 gol)
- Malta's best XI of all time (2025)

### Allenatore
- Campionato maltese: 1

Valletta: 2018-2019